# جنيفر أرويو
جنيفر أرويو (بالإنجليزية: Jennifer Arroyo)‏ هي موسيقية أمريكية، ولدت في 20 مارس 1975.

## وصلات خارجية
- الموقع الرسمي
- جنيفر أرويو على موقع IMDb (الإنجليزية)
- جنيفر أرويو على موقع ميوزك برينز (الإنجليزية)
- جنيفر أرويو على موقع ديسكوغز (الإنجليزية)
- جنيفر أرويو على موقع قاعدة بيانات الفيلم (الإنجليزية)